# Arnon (fiume)
L'Arnon è un fiume francese, affluente di sinistra del fiume Cher, che scorre nei dipartimenti dell'Allier dell'Indre e del Cher.
La sua sorgente si trova nel comune di Saint-Marien, nell'estremo nord-orientale del dipartimento della Creuse, ad un'altitudine di 438 m.
Dopo un percorso di 150,5 km si getta nel fiume Cher presso il comune di Vierzon (dipartimento del Cher).
Riceve come affluenti i torrenti Le Nouzet, Fontair, L'Étang de Villiers, Sanglier, Portefeuille, Les Caves e i fiumi La Théols, La Sinaise e Joyeuse
Il suo bacino ha un'ampiezza di 2.164 km2 e la sua portata media annuale è di 14,4 m3 al secondo. 
Si tratta di un fiume di media portata, come la maggior parte dei corsi d'acqua di pianura del bacino della Loira.
La sua portata è stata osservata nel periodo 1960-2002 nel comune di Méreau, poco a monte del suo sblocco nel fiume Cher, e presenta marcate variazioni stagionali: la portata massima raggiunge tra 20,1 e 33,3 m3 al secondo), da dicembre a marzo, con un massimo in febbraio, mentre quella minima scende fino a 5,59 m3 al secondo, tra luglio e ottobre, con la minima in agosto.